# Маргарита (графиня Тироля)
Маргарита фон Тироль-Гёрц (нем. Margarethe von Tirol-Görz, с 1366 известная также под прозвищем Маргарита Маульташ, нем. Margarethe Maultasch; 1318 — 3 октября 1369) из династии Мейнхардинов, графиня Тироля и Горица в 1335—1363 годах, последняя правительница независимого Тирольского графства. Её враги распространили идею, что она была особенно уродливой. 

## Молодые годы
Маргарита была второй дочерью Генриха Хорутанского, короля Чехии (1307—1310), герцога Каринтии и графа Тироля (1310—1335), и Адельгейды Брауншвейг-Грюбенхаген. Её старшая сестра Адельгейда умерла в возрасте восьми лет в 1325 году. В 1330 году одиннадцатилетняя Маргарита была выдана замуж за семилетнего Иоганна Генриха, младшего сына чешского короля Яна Люксембургского и будущего маркграфа Моравии.

## Вступление на престол
После смерти своего отца в 1335 году Маргарита осталась последним представителем Горицко-Тирольской династии. В соответствии с договором, заключённым в 1282 году между Габсбургами и Горицко-Тирольским домом, в случае прекращения мужской линии последнего его владения должны были перейти к Габсбургам. Австрийский герцог Альбрехт II немедленно оккупировал Каринтию и Крайну, однако в Тироле столкнулся с сопротивлением соседней Баварии, также претендующей на наследие Генриха Хорутанского. Согласно австро-баварскому договору 1335 года Каринтия и Южный Тироль отходили к Австрии, а северный Тироль — к Баварии. Но против раздела своей страны выступили сами тирольцы. Вспыхнуло восстание с требованием восстановления на престоле законной наследницы. Австрийцы и баварцы были вынуждены покинуть страну и признать Маргариту правительницей Тироля.
Молодая графиня нашла поддержку как у местной аристократии, так и у ландтага Тироля, который именно в это время начал усиливать своё влияние на политику, превращая Тироль в сословную монархию.

## Скандальный брак
В ноябре 1341 года при поддержке тирольского дворянства, вступившего в тайный союз с императором Священной Римской империи Людвигом Баварским, Маргарита изгнала из Тироля своего мужа Иоганна Генриха. Одновременно было объявлено, что супруги не состояли в фактических брачных отношениях. На этом основании император объявил брак недействительным. Маргарита вышла замуж за его старшего сына Людвига V Виттельсбаха, маркграфа Бранденбурга 10 сентября 1342 года в Мерано. Папская курия настаивала на сохранении брака между Маргаритой и Иоганном Генрихом, и её новое супружество вызвало негодование политического противника Людвига Баварского папы римского Климента VI. Маргарита и её муж были отлучены от церкви, а на Тироль был наложен интердикт.
Скандальные обстоятельства изгнания первого мужа — Маргарита не впустила Иоганна Генриха, вернувшегося с охоты, в замок, в Тироле никто не дал ему убежища, он нашёл приют лишь у патриарха Аквилейского, и новый брак тирольской графини стали широко известны в Европе. Уильям Оккам и Марсилий Падуанский выступили в защиту Маргариты и её первого в истории средних веков «светского брака». Марсилий Падуанский написал сочинение, в котором утверждал, что император имеет право давать развод. С другой стороны, папа Климент VI воспользовался этим инцидентом для того, чтобы опорочить своего противника и его семью и ослабить позиции императора в Европе.
В марте 1347 года Карл Люксембургский, брат первого мужа Маргариты, ставший к тому времени императором Священной Римской империи, вторгся в её владения и осадил замок Тироль. Однако Карл так и не сумел взять его и, отступая, преследуемый Людвигом, разорил Мерано и Боцен. Позднее Карл помирился с Людвигом и Маргаритой.
В 1348 году Иоганн Генрих, желая вступить в новый брак, обратился к папе с просьбой о разводе с Маргаритой. Причиной указывалось кровное родство мужа и жены, Иоганн Генрих также признавал, что брак так и не был осуществлён, но отвергал обвинения в импотенции. Развод был оформлен 21 июля 1349 года. Однако ещё десять лет действовало отлучение от церкви Маргариты и Людвига и столько же не признавался папской курией их супружеский союз. Людвиг V, не желая конфликта с Габсбургами, восстановил мирные отношения с Австрией. При поддержке Альбрехта II, ходатайствовавшего перед папой Иннокентием VI, в 1359 году отлучение было отменено.

## Отношения с Габсбургами
В 1347 году муж Маргариты стал герцогом Баварии. Это резко увеличило баварское влияние в Тироле и создало предпосылки для дальнейшего объединения государств. В 1361 году Людвиг V скончался и соправителем Маргариты в Тироле стал их сын Мейнхард III.
В 1360-х годах давление со стороны Габсбургов на Маргариту Тирольскую усилилось. Австрийский герцог Рудольф IV, которому Карл IV в своей Золотой булле 1356 года отказал в праве быть даже курфюрстом, вёл активную кампанию за усиление влияния Австрии в Европе и расширение её территории. Тироль был для него важнейшим регионом, обеспечивающим связь между обширными владениями Габсбургов в Подунавье и их наследственными землями в Швабии. В 1363 году неожиданно скончался Мейнхард III, и графиня Маргарита, уступив австрийскому давлению, передала свои владения Рудольфу IV Габсбургу. Причиной её отречения были указаны «особые обстоятельства» и «слабость женского пола». Бавария пыталась воспрепятствовать установлению австрийской власти над Тиролем и вторглась на территорию графства, однако успех сопутствовал Габсбургам, которые в 1364 году разбили баварцев. В 1369 году Бавария официально отказалась от своих претензий, получив за это огромную денежную компенсацию. Таким образом Тироль потерял независимость и был включён в состав Австрийской монархии.

## Конец жизни
Остаток жизни Маргарита провела при австрийском дворе и в 1369 году в возрасте пятидесяти одного года скончалась в Вене. Один из районов Вены носит её имя: Вена-Маргаретен. По условию Рудольфа IV Маргарита не должна была больше посещать Тироль. Согласно действующим в Германии правилам наследования, её права должны были перейти Фредерику III, королю Сицилии и сыну двоюродной сестры Маргариты. Однако сицилийский король не имел ни возможности, ни желания конфликтовать с Габсбургами, и Тироль навсегда остался во владении Австрии.

## Происхождение прозвища
В габсбургских документах 1362 года Маргарита упоминается без какого-то прозвища. А в 1366 году в третьем баварском продолжении «Саксонской всемирной хроники» она уже упомянута с прозвищем «Маульташ» и повторяется в 1393 году в «Австрийской хронике». Уничижительные описания графини встречаются, главным образом, в работах люксембургских и богемских авторов, которые отрицательно относились к событиям, связанным с разводом с Иоганном Генрихом и вторым браком с Людвигом Виттельсбахом.
Некоторые, возможно, оказали влияние на восприятие существовавшего уже при жизни графини прозвища Маульташ, подлинное происхождение которого неизвестно. Издавна существует версия о том, что прозвище отражает характерную черту внешности Маргариты: возможно, идёт отсылка к деформированному рту с отвисшей нижней губой (маульташены — популярное блюдо в Южной Германии). Существует и интерпретация прозвища как «проститутки», «порочной женщины». Так её характеризовали политические противники и церковь. Некоторые историки считают, что прозвище Маульташ (Губастая), под которым графиня известна в истории, произошло от названия замка Маргариты в Южном Тироле.
При этом современники характеризовали Маргариту как «необычайно красивую», а также как и «необычайно глупую».

## Образ Маргариты в искусстве

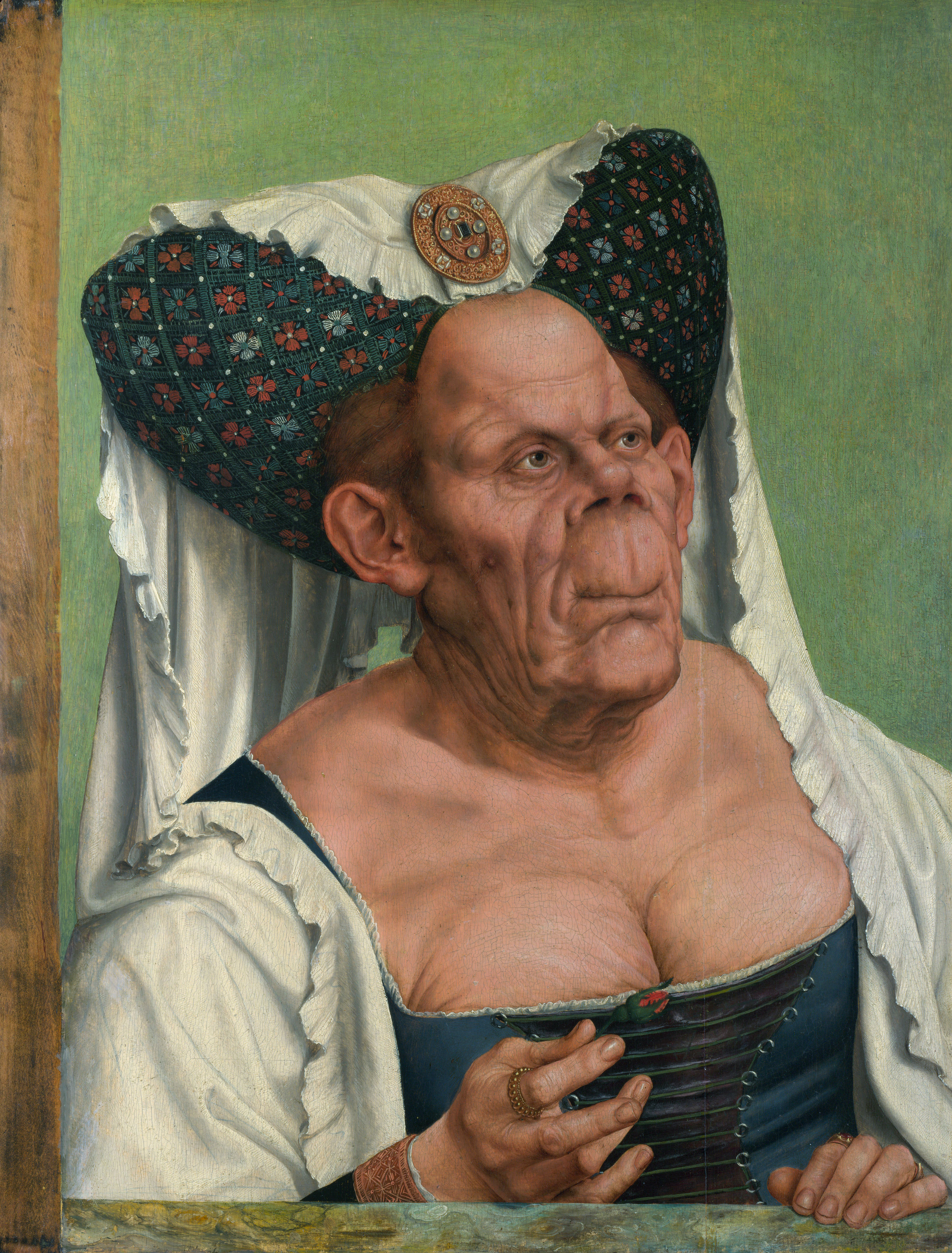
Картина «Уродливая герцогиня» работы Квентина Массейса (около 1513 г.), издавна, хотя и без достаточных оснований, считающаяся портретом Маргариты Тирольской

Доподлинно неизвестно, как выглядела графиня Маргарита. По описанию её современника, хрониста Иоганна из Винтертура, Маргарита была очень красивой женщиной. Известно единственное прижизненное изображение Маргариты Тирольской: на её личной печати — стройная женщина в полный рост, черты лица разобрать трудно. Однако на картине XIV века не следует искать точного портретного сходства. Тем не менее, она послужила основой для «красивых» картин Маргарит XVI века, таких как картина маслом из коллекции замка Амбрас (1-я половина XVI века) или гравюра Доминика Куста (1599 г.). Впоследствии кто-то нарисовал на амбрасовской картине увеличенную, опухшую нижнюю губу, чтобы обыграть прозвище Маульташ.
Яркий контраст с привлекательными изображениями создаёт портрет исключительно некрасивой старухи, которая была соотнесена — но только в XVIII веке — с тирольской графиней. В начале XX века фотограф из Мерано использовал это изображение в качестве темы для открытки. Портрет «Гадкой герцогини Маргарет Маульташ» обошел весь мир и после был многократно скопирован.
Тем не менее, при изучении истории портрета можно сделать вывод, что он никоим образом не связан ни с Тиролем, ни с Маргаритой. Вначале прослеживается эскиз Леонардо да Винчи (около 1500 года). Он был первым в истории искусства, кто имел дело с карикатурой как художественной формой выражения. Карикатурно безобразная старуха итальянского художника не имеет ничего общего с уродством тирольской графини, которая вполне могла быть неизвестна Леонардо. Фламандский художник Квентин Массейс использован эскиз Леонардо для своей картины «Портрет уродливой женщины» (около 1513 года).
Только на гравюре 1777 года, выполненной Жилем Демарто, в подписи указывается Маргарита Мауляш. Впоследствии такое соотнесение образа некрасивой женщины с Маргаритой Маульташ и, в частности, описание картины Квентина Массейсса как портрета графини Маргариты получили широкое распространение.
Скандальный развод, совершённый императором Людвигом против воли папы и осуждённый церковью, вызвал многочисленные толки. Маргарита ещё при жизни стала героиней легенд, некоторые из которых были включены в 1816 году Якобом Гриммом (один из братьев Гримм) в сборник «Немецкие саги».
В 1923 году Лион Фейхтвангер посвятил Маргарите свой второй исторический роман — «Безобразная герцогиня Маргарита Маульташ», где достаточно верно передал жизненный путь Маргариты Тирольской. Внешность графини была описана как ужасающая, при этом писатель во всех деталях опирался на картину Квентена Массейса.

## Браки. Дети
- (1330, разв. 1349) Иоганн Генрих, (1322—1375), сын чешского короля Яна Люксембургского;
- (1342) Людвиг V Виттельсбах (1315—1361), сын Людвига Баварского:
  - Герман (1343—1360)
  - Мейнхард III (1344—1363)
  - Дочь (?—?)
  - Дочь (?—?)